# Skibsbevægelser
 Denne artikel bør gennemlæses af en person med fagkendskab for at sikre den faglige korrekthed.

Skibsbevægelser er defineret af de seks frihedsgrader, som et skib eller en båd kan være ude for.
De seks bevægelser kan inddeles i de overordnede kategorier forskydelse og rotation.

## Forskydelse
Sætning
Bevægelse op/ned. Ordet sætning bruges også når man skal angive den retning strømmen i vandet går: man siger strømmen er vest-gående, øst-gående osv.
Flytning
Bevægelse frem/tilbage. 
Vigning
Bevægelse fra side til side.

## Rotation
Duvning
Et skib duver når det ændrer sit trim om den tværskibs akse. Når skibet duver vil der opstå et modvirkende trimmoment svarende til den øgede dybgang. Duvning er afhængig af skibets aktuelle lastekondition – opdriftspunktet – samt skibets længde.
Rulning
Et skib ruller – "gynger fra side til side" – når det bliver udsat for et tværskibsmoment, typisk bølger eller dønninger. Når et skib ruller, vil der opstå en større opdrift der er lig med vægten af den fortrængte væske. Skibets rulning er afhængig af dels skibets form, vinkel til søen, mødeperioden mm.
Rulning kan dæmpes bl.a. vha. slingrekøle, stabilisatorfinner og vandtanke.
Giring
Når skibet drejer; ordet bruges i daglig tale, om det, at skibet afviger fra styret kurs.